# Jérôme Etcheberry
Jérôme Etcheberry, né le 30 septembre 1967 est un musicien français de jazz.

## Biographie
Trompettiste, chanteur, arrangeur et compositeur, Jérôme Etcheberry suit des études musicales au conservatoire de la Teste ainsi qu’au CNR de Bordeaux. Il débute ensuite sa carrière professionnelle en tant que soliste au sein du grand orchestre de Jazz de l’armée de l’air avant d’intégrer la formation des Haricots Rouges en 2002.
Il s’établit alors sur Paris où il collectionne les sourdines et multiplie les expériences artistiques au fil des concerts avec Evan Christopher, Claude Tissendier, Duffy Jackson, Michel Pastre, Guillaume Nouaux, Hugh Coltman, Bob Wilber, Nicolas Montier, Laurent Mignard Duke Orchestra, Tuxedo Big Band, Olivier Franc, Lucien Barbarin, Jessie Davis, Dan Barrett…
Après le succès du Hoozee Foozee band et des Swingberries, il est à présent à la tête de la « Satchmocracy », un Popstet rendant hommage à Louis Armstrong.

Son dernier album Satchmocracy (2021) a été remarqué par les critiques et a retenu l’attention:
« INDISPENSABLE » JAZZ NEWS, « MUST » TSF JAZZ, « INDISPENSABLE » JAZZ HOT
« Au début des années 20 Louis Armstrong révèle au monde du Jazz un nouveau chemin, il est à l’époque un puissant catalyseur, comme l’architecte d’un univers musical en pleine transition. Dans cet album j’ai cherché respectueusement à rendre hommage à l’impact de son expression si singulière durant cette période essentielle, jusqu’à transposer l’incomparable vitalité de son jeu en scénographiant sa musique dans ses plus infimes détails grâce à la riche texture d’une section de cuivres permettant de souligner la gamme de couleurs de son style si original, et de retrouver entre chaque note la signature de celui qui élaborait un chef d’œuvre à chacun de ses solos. En suivant les courbes subtiles de ses plus célèbres lignes mélodiques, sublimées par une section rythmique mettant en lumière son inventivité, on peut se laisser emporter sur le dos de cette inspiration époustouflante qui allie toujours lyrisme et élégance, sens du swing et extravagance, faisant de “Louis” le Père du Jazz pour l’éternité. Vive la satchmocracy ! » – Jérôme Etcheberry

## Diplômes et récompenses
Jérôme a obtenu un Certificat de Fin d'études en formation musicale du CNR de Bordeaux et une médaille de bronze de cornet à piston. Il a ensuite obtenu un Diplôme d'État de professeur de musique (option jazz), a obtenu le prix du jazz classique de l'Académie du Jazz 2016, le grand prix du Hot club de France en 2017 et a été l'affiche du Jazz classique édition 56. 

## Discographie en tant que leader ou co-leader
- Jazz river (2005)
- Ecce Berry - Hoozee Foozee Band (2011)
- Swingberries (2012)
- 7:33 to Bayonne - Pastre / Mazetier / Etcheberry trio (2016)
- Let me Dream - Jérome Etcheberry Singtet (2018)
- The Krazy Kapers (2020)
- Satchmocracy - Jérome Etcheberry Popstet (2021)

## Discographie en tant que sideman
- Poussières d’étoiles - Grand orchestre de jazz de l’armée de l’air (1994)
- Guillaume Nouaux - Creole Pinasse Hot Jazz Band (1998)
- Lush Life - Grand Orchestre de Jazz de l’armée de l’air (1998)
- Frédéric Couderc 4tet (2000)
- Guillaume Nouaux- Ostréicole Stomp (2000)
- Tuxedo Big Band & Irakli - Keep on Jumping’ (2001)
- Guillaume Nouaux- Drummin’ Man (2003)
- Les Haricots Rouges - Elevés en liberté (2003)
- Big Band Cote Sud (2003)
- Spirit of Swing - the Graptown Grapple (2003)
- Paddy Sherlock- the swingin’ Lovers (2003)
- Spirit of Swing - live at Méridien (2004)
- Swing Feeling - featuring Tori (2004)
- Gilbert Leroux Washboard Group (2005)
- Kevin Doublé- Blues in the Morning (2006)
- Wooden Heads- Go to New Orleans (2007)
- Paddy Sherlock an the Swingin’ lovers - and eclectic affair (2007)
- Walter Weber- Winter Tour (2008)
- Bob Wilber & Tuxedo Big Band - Rampage (2011)
- United Nations Jazz Band (2011)
- Aurore Voilqué - Résumé (2011)
- Battle Royal 2- Laurent Mignard Duke Orchestra / Michel Pastre Big band (2011)
- Philippe Pilon 4tet- Take it Easy (2011)
- Lunceford still alive - Tuxedo Big Band (2013)
- Spirit of Chicago Orchestra (2013)
- Swingologie - Claude Tissendier (2013)
- Ladies - Tuxedo Big Band & Nadia Cambours (2014)
- Drumology- Guillaume Nouaux tuxedo Big Band (2014)
- Super Swing Project - Can’t believe (2015)
- Singin’ in the Rain - Spirit of Chicago Orchestra (2015)
- Duke Ellington Sacred concert - Laurent Mignard Duke Orchestra (2015)
- Aurore Voiqué Septet - Machins choses et autres trucs très chouettes (2016)
- Jazzy Poppins- Laurent Mignard Duke Orchestra (2017)
- Tribute to James Reese Europe - Spirit of Chicago Orchestra (2018)
- Paul Chéron Swingtet (2020)
- Scott Emerson- Jazz Age Centenaire (2020)